# Грицик канадський
Грицик канадський (Limosa haemastica) — вид сивкоподібних птахів родини баранцевих (Scolopacidae).

## Поширення
Гніздиться на Алясці (США) і в Канаді. У липні та серпні мігрує на південь до Аргентини та Чилі.

## Опис
Довжина тіла 36–42 см; розмах крил 67–79 см; маса тіла самця 196—266 г, самиці 246—436 г. Птах дуже довгий і злегка загнутий дзьоб. Верх тулуба у коричнево-чорних плямах, низ каштановий з чорно-білими смугами. У польоті помітні характерні чорні махові, білі підкрили, білий хвіст з чорною смугою на кінці та вузька біла смужка на крилах. Зимове оперення коричнево-сіре, черевце і низ грудей білі.

## Розмноження
Середовищем їхнього розмноження є тундра біля межі дерев на північному заході Канади та Аляски, також на березі Гудзонової затоки. Гніздяться на землі, в добре прихованому місці в болотистій місцевості. Самиця зазвичай відкладає 4 яйця, помічені темнішими плямами. Інкубаційний період 22 дні. Обоє батьків доглядають за пташенятами, які самі знаходять собі їжу та здатні літати протягом місяця після вилуплення.